# Eleni Boukoura-Altamoura

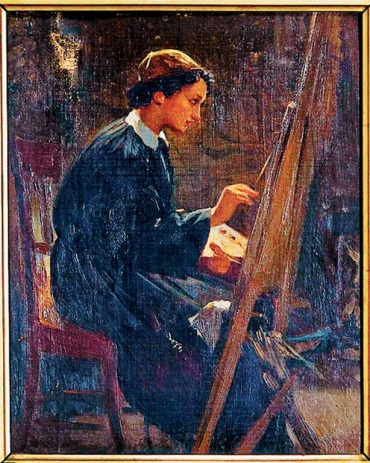
Eleni Boukoura-Altamoura, Selbstporträt

Eleni Boukoura-Altamoura (griechisch Ελένη Μπούκουρα-Αλταμούρα), auch bekannt unter Eleni Boukoura oder Helen Boukoura, (* 1821 auf Spetses; † 19. März 1900 ebenda) war eine arvanitisch-griechische Malerin. Sie gilt als die erste große weibliche Malerin Griechenlands.

## Leben
Eleni Boukoura war eine Arvanitin und wurde 1821 auf der Insel Spetses geboren. Sie war die Tochter von Ioannis Boukouras, einem wohlhabenden Aristokraten und Unterhaltungskünstler, der nach dem griechischen Unabhängigkeitskrieg eines der ersten Theater in Athen eröffnet hatte. Eleni Boukoura entwickelte schon in jungen Jahren ein Interesse an der Kunst. Als ihr Vater dies erkannte, engagierte er den italienischen Künstler Raffaello Ceccoli als Tutor für seine Tochter. Sie setzte ihre Studien fort und reiste im Alter von 27 Jahren mit einem Empfehlungsschreiben von Ceccoli nach Neapel, um ihre Ausbildung zur Künstlerin zu beginnen. Während ihres Studiums in Neapel und Florenz verkleidete sie sich als Mann, um den Kunstunterricht zu besuchen.
Während ihres Studiums in Italien begann Eleni Boukoura eine Beziehung mit dem italienischen Maler Francesco Saverio Altamura, mit dem sie drei Kinder hatte. Später konvertierte sie zum Katholizismus und heiratete Altamura, um die Beziehung zu legitimieren. Ihr Mann verließ Eleni jedoch schließlich wegen seiner Geliebten, der britischen Malerin Jane Benham Hay. Boukoura-Altamoura und zwei ihrer Kinder (ihr jüngster Sohn, Alessandro, blieb in der Obhut des Ehemanns) zogen nach Athen, wo sie ihren Lebensunterhalt mit Malerei und Kunstunterricht verdiente. Als ihre Tochter Sofia 1872 an Tuberkulose erkrankte, zog sie mit ihr in das Haus ihrer Familie auf Spetses. Sofia starb noch vor Jahresende an der Krankheit, und so kehrte Boukoura-Altamoura nach Athen zurück. 1876 beendete ihr Sohn Ioannis Altamouras, selbst ein bekannter Maler von Meereslandschaften, sein Studium in Kopenhagen und kehrte zu seiner Mutter nach Athen zurück. Wie schon seine Schwester vor ihm erkrankte auch Ioannis an Tuberkulose und erlag 1878 der Krankheit. Nach seinem Tod verbrannte sie einige der Gemälde ihres Sohnes sowie viele ihrer eigenen Werke und zog sich aus der Gesellschaft zurück. Irgendwann kehrte sie nach Spetses zurück, wo sie 1900 in relativer Dunkelheit starb.
Eleni Boukoura gilt als eine der ersten großen Künstlerinnen des modernen Griechenlands. Die Tragödien, die sie in ihrem Leben erlebte, waren Gegenstand des Romans Eleni, oder Niemand der griechischen Autorin Rhea Galanaki, der später als Theaterstück verfilmt wurde.

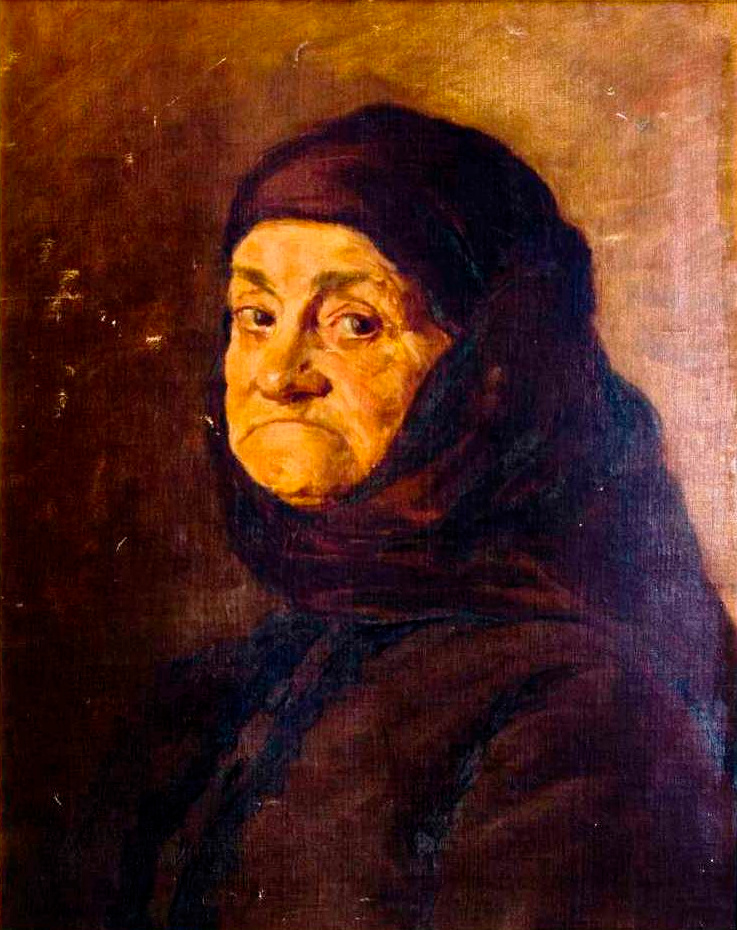
Porträt der Mutter der Malerin, Maria Boukouri, Eleni Boukoura-Altamoura, Öl auf Leinwand, ca. 1850
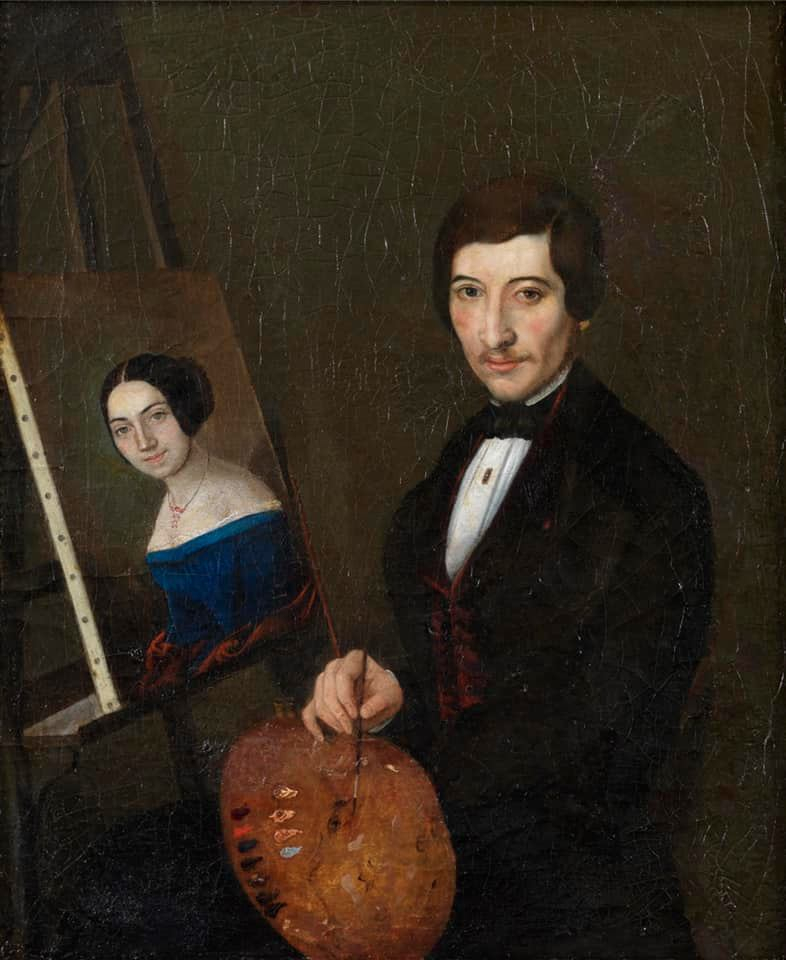
Selbstporträt während sie wie ein Mann angezogen ist und das Porträt von Jane Benham Hay malt., Eleni Boukoura-Altamoura, Öl auf Leinwand, unbekanntes Datum
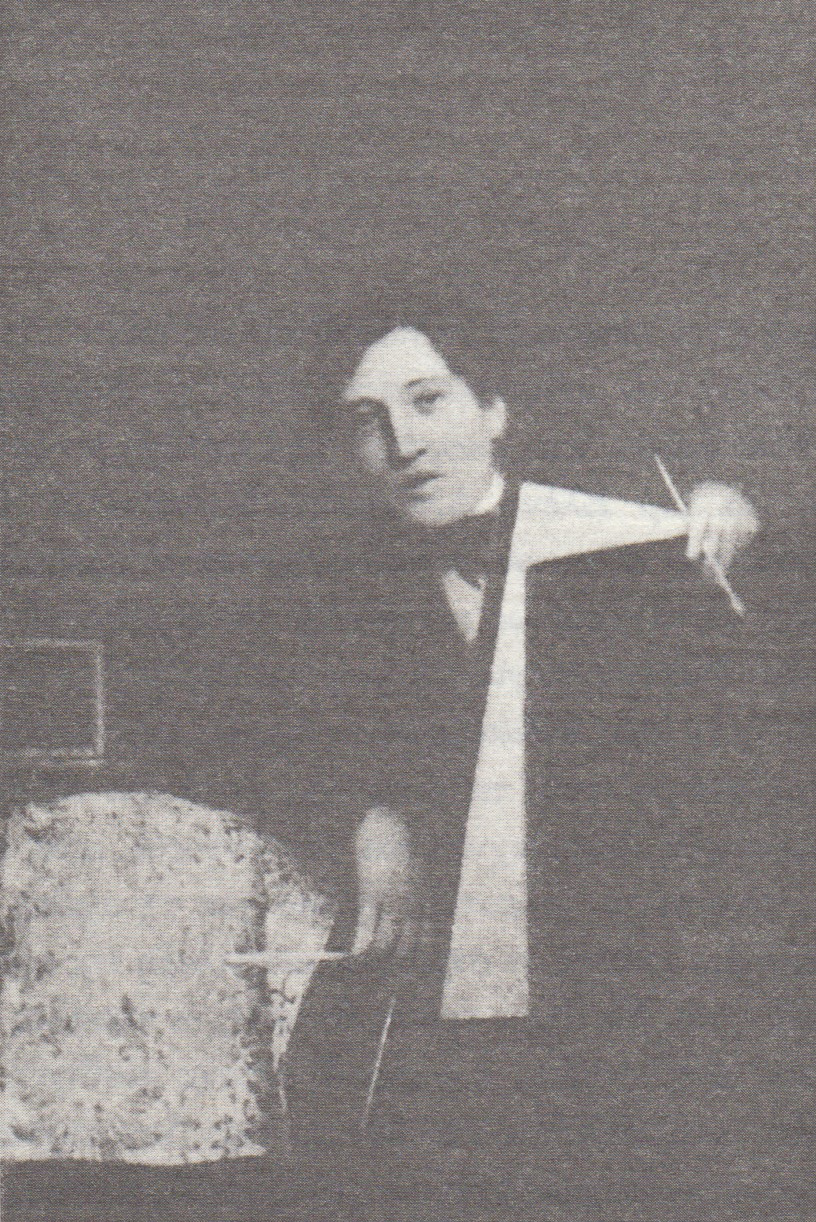
Eleni Boukoura-Altamoura in Männerkleidung, Fotografie, ca. 1850
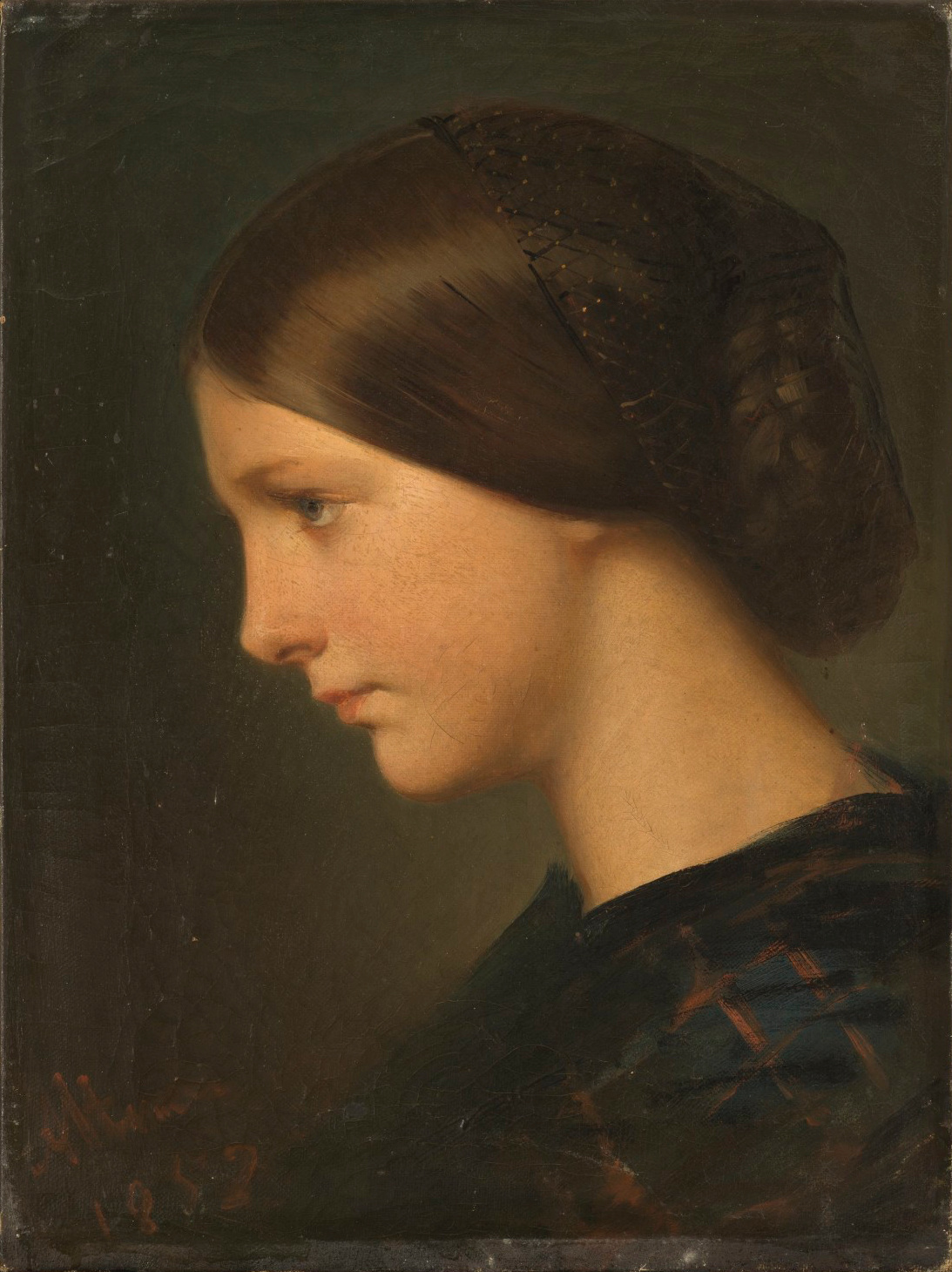
Profilo di donna (wahrscheinlich seine erste Frau Eleni Boukoura), Francesco Saverio Altamura, Öl auf Leinwand, 1852